# Indestructible (Robyn)
Indestructible è un singolo della cantante svedese Robyn, il primo estratto dal settimo album in studio Body Talk e pubblicato il 1 novembre 2010 dalla Konichiwa Records. Il brano è stato scritto da Robyn e Klas Åhlund che ha anche prodotto il brano.

## Il video
Il video musicale per Indestructible è stato diretto da Max Vitali e Nils Ljunggren ed è stato pubblicato via l'account ufficiale di Myspace di Robyn il 28 ottobre 2010. Max Vitali aveva già lavorato con Robyn su i video musicali di Hang with Me e Dancing on My Own. Per il video, l'artista australiano Lucy McRae, che fa "l'architettura del corpo", ha progettato un "tubino" speciale per Robyn da indossare. McRae ha anche progettato gli abiti quali Robyn ha indossato per le copertine del album Body Talk. Il vestito per il video è stato realizzato da tubi di plastica che sono stati periodicamente riempiti di liquidi colorati e avvolti intorno al corpo di Robyn. Robyn ha ricordato che la macchina che ha mantenuto il liquido che scorre è stato "molto complicato". Ed è stato alimentato da esercitazioni e ha richiesto "un sacco di macchine complesse a funzionare". La macchina è stata costruita da McRae, che ha dovuto fare in fretta a causa del bilancio del video. McRae ha detto: "Io e la squadra di sogno non avevamo mai fatto niente di simile prima, l'intero progetto stava accadendo per la prima volta. La macchina era molto forte." Le riprese sono state interrotte quattro volte a causa delle fuoriuscite, e la squadra ha dovuto asciugare e risistemare la tecnologia. Le riprese hanno durato venti ore, e dalle 3:00 McRae ha detto che Robyn era avvolta "in un chilometro di tubi coperti sopra la sua testa e il corpo". Ha elogiato la resistenza di Robyn durante tutte le riprese, dicendo che "ci sono stati momenti caotici che avrebbero potuto essere potenzialmente disastrosi e per tutto il tempo Robyn stava lavorando con noi, sorridente, in movimento quando i tubi sono stati bloccati e proprio super felice che stavamo facendo accadere tutto ciò."

## Classifiche

### Classifiche internazionali
| Classifica (2010-11) | Posizione massima |
| -------------------- | ----------------- |
| Belgio (Fiandre)     | 29                |
| Belgio (Vallonia)    | 23                |
| Danimarca            | 13                |
| Germania             | 56                |
| Regno Unito          | 21                |
| Regno Unito          | 171               |
| Svezia               | 4                 |

### Classifiche di fine anno
| Classifica (2010) | Posizione massima |
| ----------------- | ----------------- |
| Svezia            | 30                |

| Classifica (2011) | Posizione massima |
| ----------------- | ----------------- |
| Belgio (Fiandre)  | 63                |